# Uwe Gronostay
Uwe Gronostay (* 25. Oktober 1939 in Hildesheim; † 29. November 2008 in Berlin) war ein deutscher Chordirigent und Komponist.

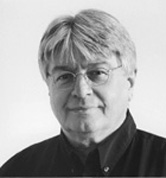
Uwe Gronostay

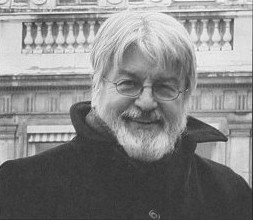
Uwe Gronostay, 2005

Gronostay, der in Braunschweig aufwuchs, wurde schon als 15-Jähriger Organist der dortigen Kirche St. Jakobi. Nach dem Studium der Kirchenmusik in Bremen war er als Kantor, Dozent für Orgelspiel und freier Mitarbeiter für Radio Bremen tätig. 1972 wurde Uwe Gronostay zum Direktor und Chefdirigenten des Berliner RIAS Kammerchores berufen. Parallel dazu leitete er von 1982 bis 2002 den Philharmonischen Chor Berlin und ab 1987 zehn Jahre lang den Nederlands Kamerkoor Amsterdam.
Als Professor für Chorleitung wirkte Uwe Gronostay zunächst in Frankfurt am Main und zwischen 1989 und 2003 an der Hochschule der Künste Berlin.
Uwe Gronostay war erster Gastdirigent des Niederländischen Rundfunkchores Hilversum. 1997 schlug Königin Beatrix der Niederlande ihn in Anerkennung seiner Verdienste zum Ritter des Orde van Oranje-Nassau.
1999 erhielt Uwe Gronostay aus der Hand von Bundespräsident Johannes Rau den Verdienstorden der Bundesrepublik Deutschland.

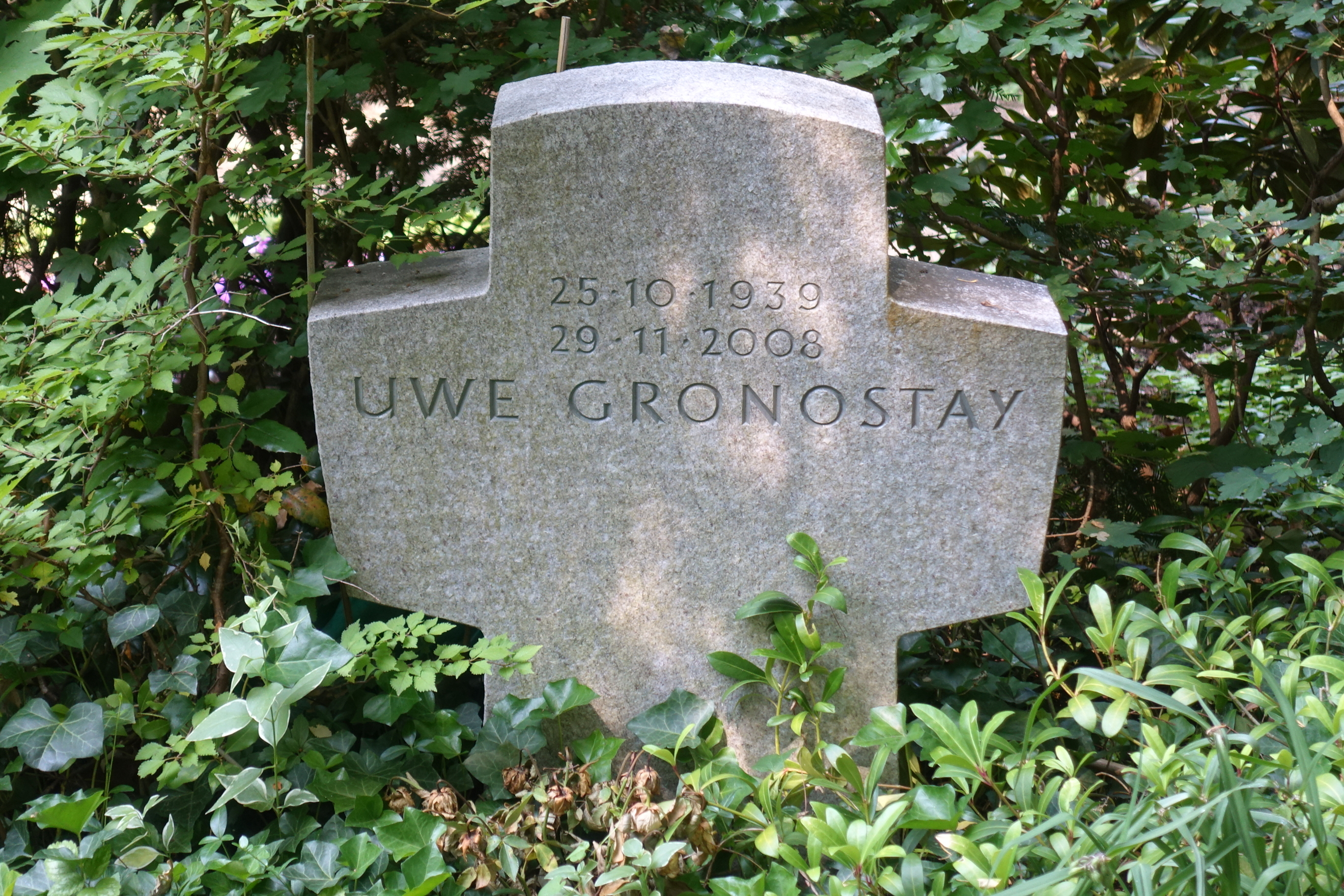
Grab Uwe Gronostay

Zu seinen Kompositionen gehören Meditationen für Chor und Klavier, Motetten und Orgelwerke.
Uwe Gronostay starb 2008 im Alter von 69 Jahren in Berlin. Sein Grab befindet sich auf dem landeseigenen Friedhof Heerstraße in Berlin-Westend (Grablage: II-W13-104/105).